# 拉珀斯多夫
拉珀斯多夫是德国巴伐利亚州的一个市镇。总面积34.49平方公里，总人口13181人，其中男性6395人，女性6786人（2011年12月31日），人口密度382人/平方公里。